# Anguilla
Anguilla ist ein Überseegebiet des Vereinigten Königreichs (British Overseas Territory Anguilla). Es liegt in den Kleinen Antillen in der Karibik. Das Gebiet bildet die gleichnamige Hauptinsel Anguilla gemeinsam mit mehreren kleinen, unbewohnten Koralleninseln. Der Name wurde vom italienischen Wort anguilla für „Aal“ abgeleitet und bezieht sich auf die langgestreckte Form der Hauptinsel. Als Alternativname war auch Snake Island (Schlangeninsel) gebräuchlich. Die Arawak bezeichneten die Insel als Malliouhana, die „pfeilförmige Seeschlange“.

## Geographie
Das Überseegebiet hat eine Fläche von etwa 96 km².
Das Klima ist tropisch, gemäßigt durch östliche Winde. Mit Hurrikanen und anderen tropischen Stürmen ist von Juli bis Oktober zu rechnen. Die Versorgung mit Trinkwasser kann mit der stark steigenden Nachfrage nicht immer Schritt halten.
Die Hauptinsel Anguilla ist eine relativ flache, aus Korallen und Kalkstein aufgebaute Insel. Der höchste Punkt mit 65 m ist Crocus Hill. Die Insel erstreckt sich in Südwest-Nordost-Richtung über eine Länge von etwa 25 km, die maximale Breite beträgt lediglich etwa 5 km. Ihre Fläche beträgt knapp 91 km².
Die größten Nebeninseln sind Scrub Island im Nordosten mit 3,48 km² sowie Dog Island mit 2,07 km² nordwestlich von Anguilla. Hinzu kommen noch über 20 kleine Inselchen und Cays und die 55 km nordwestlich gelegene Insel Sombrero.
Außerhalb des Überseegebiets sind die nächsten Nachbarn nach Süden die Insel St. Martin, nach Westen die fast 200 km entfernten Jungferninseln und ungefähr 300 km entfernt Puerto Rico.

### Inseln
Unvollständige Liste der Inseln von Anguilla:
| Inselname           | Aliasname          | Koordinaten           | Fläche (km²) | Einwohner | Anmerkung                    |
| ------------------- | ------------------ | --------------------- | ------------ | --------- | ---------------------------- |
| Anguilla            |                    | 18° 13′ N, 063° 04′ W | 91           | 13.600    | Hauptinsel                   |
| Anguillita          |                    | 18° 09′ N, 063° 11′ W | 0,03         | –         |                              |
| Blowing Rock        |                    | 18° 09′ N, 063° 10′ W | …            | –         |                              |
| Deadman's Cay       |                    | 18° 18′ N, 062° 56′ W | …            | –         |                              |
| Dog Island          |                    | 18° 17′ N, 063° 15′ W | 2,07         | –         |                              |
| East Cay            |                    | 18° 17′ N, 063° 14′ W | …            | –         |                              |
| Little Scrub Island |                    | 18° 18′ N, 062° 57′ W | …            | –         |                              |
| Mid Cay             |                    | 18° 17′ N, 063° 16′ W | …            | –         |                              |
| Prickly Pear Cays   | Prickley Pear Cays | 18° 16′ N, 063° 11′ W | …            | –         | Inselgruppe, drei Sandinseln |
| Sandy Island        |                    | 18° 13′ N, 063° 07′ W | …            | –         |                              |
| Scilly Cay          |                    | 18° 16′ N, 063° 00′ W | …            | –         |                              |
| Scrub Island        |                    | 18° 17′ N, 062° 57′ W | 3,48         | –         |                              |
| Seal Island         | Sail Island        | 18° 16′ N, 063° 09′ W | …            | –         |                              |
| Sombrero            |                    | 18° 35′ N, 063° 26′ W | 0,38         | –         |                              |
| West Cay            |                    | 18° 17′ N, 063° 17′ W | …            | –         |                              |

## Bevölkerung
Anguilla hat etwa 13.600 Einwohner (Stand 2011). Größte Ansiedlung ist South Hill mit fast 1700 Einwohnern.

### Religion
Nominelle Mitglieder von Religionsgemeinschaften (2011, geschätzt):
- 73,2 % Protestanten, darunter
  - 22,7 % Anglikaner
  - 19,4 % Methodisten
  - 10,5 % Pfingstbewegung
  - 8,3 % Siebenten-Tags-Adventisten
  - 7,1 % Baptisten
  - 4,9 % Gemeinde Gottes
- 6,8 % Katholiken
- 1,1 % Zeugen Jehovas
- 10,9 % sonstige Christen
- 3,2 % sonstige Religionen
- 4,5 % keine Religion.

### COVID-19-Pandemie
Folgende Grafik gibt die an die WHO gemeldeten Infektionszahlen wieder:

Bestätigte Infizierte in Anguilla nach Daten der WHO. Oben kumuliert, unten Tageswerte

Bestätigte Todesfälle in Anguilla nach Daten der WHO. Oben kumuliert, unten Tageswerte. Am 22. September 2021 wurde der WHO der erste Todesfall gemeldet

## Geschichte
Höhlenzeichnungen und archäologische Funde belegen eine mehrere Jahrtausende lange Anwesenheit der Arawak auf der Insel.
In der Kolonialzeit wurde die Insel auf Kolumbus’ zweiter Reise zwar gesichtet, tatsächlich kolonisiert wurde sie aber erst ab 1650 durch von St. Christopher (St. Kitts) kommende Briten – insbesondere Iren siedelten sich hier an. Kurzzeitig versuchten die Franzosen zwar, Anguilla in Besitz zu nehmen; dies gelang aber nicht. Bis ins 19. Jahrhundert wurde die Insel als britische Kolonie von Großbritannien direkt verwaltet, bis 1825 in einer Umstrukturierung Anguilla mit St. Christopher und Nevis zu St. Christopher-Nevis-Anguilla zusammengeschlossen wurde. Diese Einheit wurde von St. Christopher aus verwaltet. Da die Einwohner Anguillas die Bedürfnisse ihrer Insel benachteiligt sahen, erbaten sie 1872 und erneut 1958 in erfolglosen Petitionen die Loslösung aus dieser Einheit.
Im selben Jahr (1958) wurde St. Christopher-Nevis-Anguilla eine der Provinzen der kurzlebigen Westindischen Föderation. Als diese 1962 wieder aufgelöst wurde, wurde St. Christopher-Nevis-Anguilla ein Associated State, ein mit Großbritannien assoziierter Staat. Im Frühjahr 1967 machte sich die Unzufriedenheit der Bewohner von Anguilla mit dieser Situation Luft: Die auf Anguilla diensthabenden Polizeibeamten, von St. Christopher aus eingesetzt, wurden der Insel verwiesen und ein Referendum durchgeführt, bei dem der Austritt aus dem Verbund beschlossen wurde. Als dies nicht zu dem gewünschten Erfolg – eine Unterstellung Anguillas unter direkte britische Verwaltung – führte, erklärte es sich 1969 durch Initiative des österreichischen Ökonomen Leopold Kohr und einer Gruppe von Unterstützern auch von Großbritannien unabhängig. Dies wurde von Großbritannien nicht anerkannt; stattdessen sandte es Truppen nach Anguilla – die freudig begrüßt wurden.
In den folgenden Verhandlungen wurde Anguilla schließlich im Anguilla Act von 1971 eine künftige Abtrennung zugesagt. Es dauerte jedoch bis zum 19. Dezember 1980, bis das Anguilla Act von 1980 diese formell vollzog. Anguilla erhielt den Status eines British Dependent Territory, eines Britischen Überseegebiets, dessen internationale Beziehungen das Vereinigte Königreich wahrnimmt. Die Verfassung von 1982 schrieb die aktuelle politische Struktur fest. Seit 1946 steht das Territorium auf der UN-Liste der Hoheitsgebiete ohne Selbstregierung.
Seit dem Brexit werden die Stimmen für einen Austritt aus dem Vereinigten Königreich lauter. Anguilla wickelt bisher viele Geschäfte über das benachbarte Saint-Martin ab, das auch nach dem 31. Dezember 2020 in der EU verblieb, währenddessen Anguilla mit dem Vereinigten Königreich die EU verließ und den neu vereinbarten Handelsbeschränkungen mit der Union unterliegt. Abstimmen durften die Einwohner von Anguilla beim Brexit-Referendum nicht, was für Unmut sorgte.

## Politik
Anguilla ist ein nicht-souveränes britisches Überseegebiet mit innerer Autonomie. Außerdem ist Anguilla assoziiertes Mitglied der Karibischen Gemeinschaft und Mitglied der Organisation Ostkaribischer Staaten. Es gehört zu den Trägern der Universität der Westindischen Inseln.

### Exekutive
Die Zuständigkeit des Gouverneurs als Vertreter der britischen Krone erstreckt sich vor allem auf Fragen der Verteidigung, der Außen- und internationalen Finanzpolitik sowie der inneren Sicherheit (inklusive der Polizei). Der Gouverneur wird vom britischen Monarchen, derzeit Charles III., eingesetzt.
Anguillas autonome Regierung ist der Executive Council, bestehend aus dem Regierungschef (Premier), maximal drei weiteren Ministern sowie, qua Amt, dem stellvertretenden Gouverneur und dem Generalstaatsanwalt (Attorney General).
Anguilla gliedert sich in 14 Distrikte.

### Legislative
Mindestens alle fünf Jahre wählt die wahlberechtigte Bevölkerung Anguillas ein Parlament (House of Assembly), dem neben sieben Wahlkreis-Direktmandaten, vier landesweit gewählte Direktmandate sowie, qua Amt, der stellvertretende Gouverneur (Deputy Governor) und der Generalstaatsanwalt (Attorney General) angehören.

## Wirtschaft

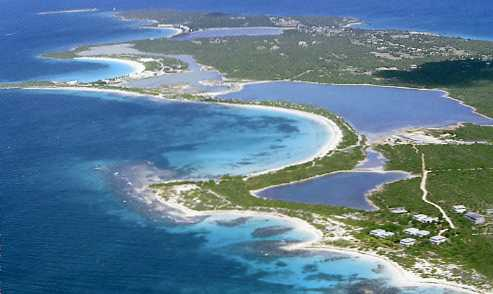
Südküste von Anguilla

Anguilla hat nur wenige natürliche Rohstoffe. Die Wirtschaft stützt sich hauptsächlich auf Tourismus und Finanzdienstleistungen. Von Bedeutung sind auch die Geldtransfers der zahlreichen Auswanderer in ihre ehemalige Heimat. Ehemals wichtige Wirtschaftszweige wie Salzgewinnung und Hummerfang tragen heute nur noch in untergeordnetem Maße zum Bruttoinlandsprodukt bei.
Die wirtschaftliche Entwicklung basierte in den vergangenen Jahrzehnten hauptsächlich auf dem Ausbau des Tourismus insbesondere im Luxussegment. Auch mittelfristig setzt die Inselregierung auf eine nachhaltige Weiterentwicklung des Tourismus. Im Jahr 2016 lag der direkte Beitrag des Tourismussektors zum BIP Anguillas bei 19,2 %; der Gesamtbeitrag, der auch die Auswirkungen des Tourismus auf andere Wirtschaftszweige berücksichtigt, lag im selben Jahr bei 56,6 % der gesamten Wirtschaftsleistung der Insel.
Die einseitige Ausrichtung auf den Tourismus bedingt eine starke Abhängigkeit der Wirtschaftsentwicklung von der Konjunktur in Europa und den USA. Von 2003 bis 2007 erlebte Anguillas Wirtschaft, angefacht insbesondere von dem durch ausländische Direktinvestitionen im Tourismusbereich stimulierten Bausektor, einen beispiellosen Aufschwung mit jährlichen realen Wachstumsraten von bis zu 17,3 %, um dann infolge der weltweiten Finanzkrise in eine scharfe Rezession zu geraten (mit einem Rückgang des BIP von 16,5 % im Jahr 2009). Ein weiteres Wirtschaftsrisiko besteht in der Bedrohung durch Hurrikane, deren Zerstörungen den für Katastrophen sensiblen Tourismussektor besonders hart treffen. Insbesondere die Hurrikane Luis im Jahr 1995 und Lenny im Jahr 1999 hatten spürbare Auswirkungen auf die Wirtschaft Anguillas.
Um die Abhängigkeit vom Tourismus zu mildern, hat sich Anguilla ähnlich wie zahlreiche andere Karibikstaaten als Offshore-Finanzplatz etabliert, insbesondere als Standort für Eigenversicherer (Captive Insurance Companies). Der Finanzsektor erbringt inzwischen rund ein Viertel der Wirtschaftsleistung der Insel.
Das nominale Bruttoinlandsprodukt lag 2011 bei etwa 293 Mio. US-Dollar. Die Außenhandelsbilanz ist stark negativ; im Jahr 2016 standen Importen von 63,2 Mio. US$ Exporte von lediglich 12,4 Mio. US$ gegenüber. Auch die Leistungsbilanz ist chronisch negativ. Für das Jahr 2016 lag der Fehlbetrag bei geschätzt 25,3 Mio. US$.
Seit etwa 2018 hat sich für Anguilla die Internet-Registrierung von Firmennamen mit der Endung „.ai“, was hier auch als Abkürzung für artificial intelligence (= künstliche Intelligenz) interpretiert werden kann, als signifikanter Beitrag zum Verwaltungsbudget erwiesen.
Währung ist der Ostkaribische Dollar (EC$), der zum Kurs von 1 US$ = 2,70 EC$ fest an den US-Dollar gebunden ist, welcher auch weitgehend als Zweitwährung akzeptiert wird.

## Infrastruktur
Das Straßennetz ist 175 km lang, davon sind 82 km befestigt (Stand 2004). Die Insel hat zwei Häfen: Blowing Point und Road Bay. Vom Fährterminal Blowing Point aus verkehrt alle 45 Minuten eine Personenfähre nach Marigot auf St. Martin.
Südlich der Hauptstadt befindet sich der Flughafen Clayton J. Lloyd International Airport (ICAO: TQPF; IATA: AXA), bis 2010 Anguilla Wallblake Airport genannt.

## Medien
Seit 1996 sendet von Anguilla aus der christliche Missionssender „Caribbean Beacon“, neben UKW auch auf Mittelwelle 690 und 1610 kHz und zeitweise auf Kurzwelle. Die religiösen Programme kommen vom US-amerikanischen University Network des Gene Scott. Die Ausstrahlungen wurden teilweise auch in Europa empfangen.

## Sport
Im in der Karibik populären Cricket ist Anguilla Bestandteil der West Indies und spielt in den nationalen Ligen im Verband der Leeward Islands. Einziger bisheriger Nationalspieler für die West Indies aus Anguilla war Omari Banks. Das West-Indies-Cricket-Team nahm an beinahe jedem Cricket World Cup teil, gewann die ersten beiden Austragungen 1975 und 1979 und verpasste lediglich das Turnier 2023. Außerdem gewannen sie den Men’s T20 World Cup zweimal (2012 und 2016) sowie je einmal die Champions Trophy (2004) und die U19-Cricket-Weltmeisterschaft (2016).
Die Fußballnationalmannschaft von Anguilla wurde zur Weltmeisterschaft 2006 nach Bad Neustadt in Deutschland eingeladen, obwohl sie sich nicht für die Endrunde qualifiziert hatte. Sie wurde als Zeichen der Gastfreundschaft innerhalb der FIFA-Familie eingeladen, da sie nach dem Stand der offiziellen FIFA-Weltrangliste zum Zeitpunkt der Weltmeisterschaft die schwächste Mannschaft war.

## Feiertage
| Datum                | Name                                                 | Deutscher Name                                |
| -------------------- | ---------------------------------------------------- | --------------------------------------------- |
| 1. Januar            | New Years Day                                        | Neujahr                                       |
| März/April           | Good Friday und Easter Monday                        | Karfreitag und Ostermontag                    |
| 1. Mai               | Labour Day                                           | Tag der Arbeit                                |
| Mai/Juni             | Whit Monday                                          | Pfingstmontag                                 |
| Mai                  | Anguilla Day                                         | Anguilla-Fest                                 |
| Juni                 | Celebration of the Birthday of Her Majesty the Queen | Geburtstagsfeiertag von Königin Elisabeth II. |
| August               | August Monday und August Thursday                    | August-Montag und -Donnerstag                 |
| August               | Constitution Day                                     | Tag der Verfassung                            |
| 19. Dezember         | Separation Day                                       | Tag der Abtrennung von St. Kitts und Nevis    |
| 25. und 26. Dezember | Christmas Day und Boxing Day                         | Weihnachten                                   |